# U.S. Bancorp
U.S. Bancorp ist ein Finanzunternehmen aus den Vereinigten Staaten mit Firmensitz in Minneapolis, Minnesota. Das Unternehmen ist im Aktienindex S&P 500 gelistet und ist die fünftgrößte Bank in den Vereinigten Staaten. Die Gesamtsumme der Einlagen liegt bei $341 Milliarden.
Das gegenwärtige Unternehmen entstand aus einer Reihe von Fusionen:
- 1999: Fusion zwischen der Firstar Corporation und der Star Bank (zuvor First National Cincinnati) of Cincinnati
- 2000: Firstar erwirbt Mercantile Bancorporation von St. Louis, Missouri
- 2001: Ausverkauf der ehemaligen U.S.Bancorp; Firstar wechselt den Namen zu Bancorp

Weitere Banken, die zu U.S. Bancorp gegenwärtig gehören:
- Firstar kaufte unter anderem Banks of Iowa, Federated Bank, First Colonial Bankshares Corporation und Investors Bank.
- Mercantile Bancorporation kaufte unter anderem Mark Twain Bancshares, Firstbank of Illinois. Hawkeye Bancorporation und Ameribanc.
- Star Bank Corporation kaufte Great Financial Bank
- US Bancorp kaufte West One Bancorp.